# You Need Me, I Don't Need You
You Need Me, I Don't Need You è un singolo del cantautore Ed Sheeran, pubblicato il 26 agosto 2011 come secondo estratto dal terzo album in studio +.

## Descrizione
Il brano affonda le proprie radici già nel 2009, durante le fasi di registrazione dell'EP You Need Me EP. Il brano è stato in seguito rivisitato per +.

## Video musicale
Il video musicale, diretto da Emil Nava, è stato pubblicato il 19 luglio 2011 attraverso il canale YouTube di Sheeran e ha come protagonista l'attore Matthew Jacobs Morgan.

## Tracce
Testi e musiche di Ed Sheeran.
CD singolo
1. You Need Me, I Don't Need You – 3:40
2. You Need Me, I Don't Need You (ft. Wretch 32 & Devlin) – 3:02
3. You Need Me, I Don't Need You (Live Ustream Version) – 6:51
4. You Need Me, I Don't Need You (Loadstar Remix) – 5:00
5. You Need Me, I Don't Need You (Gemini Remix) – 4:29

7"
- Lato A

1. You Need Me, I Don't Need You – 3:40

- Lato B

1. You Need Me, I Don't Need You (Live Acoustic) – 4:18

Download digitale
1. You Need Me, I Don't Need You – 3:40
2. You Need Me, I Don't Need You (Live Ustream Version) – 6:51
3. You Need Me, I Don't Need You (feat. Wretch 32 & Devlin) – 3:02
4. You Need Me, I Don't Need You (Loadstar Remix) – 5:00
5. You Need Me, I Don't Need You (Gemini Remix) – 4:29

## Formazione
- Ed Sheeran – voce, chitarra acustica ed elettrica, pianoforte, basso, percussioni, beatboxing, coproduzione
- Jake Gosling – batteria, programmazione, produzione, registrazione
- Charlie Hugall – batteria e percussioni aggiuntive, produzione, registrazione, missaggio
- Tom Greenwood – pianoforte
- Ben Hollingsworth – batteria

## Classifiche
| Classifica (2011)         | Posizione massima |
| ------------------------- | ----------------- |
| Irlanda                   | 19                |
| Regno Unito               | 4                 |
| Regno Unito (independent) | 19                |
| Regno Unito (R&B)         | 1                 |
| Scozia                    | 5                 |
| Classifica (2012)         | Posizione massima |
| Belgio (Fiandre)          | 61                |
| Belgio (Vallonia)         | 58                |

## Date di pubblicazione
| Paese       | Data di pubblicazione | Formato           | Etichetta      |
| ----------- | --------------------- | ----------------- | -------------- |
| Regno Unito | 26 agosto 2011        | Download digitale | Asylum Records |
| Regno Unito | 29 agosto 2011        | CD, 7"            | Asylum Records |